# Sebastiania jaliscensis
Sebastiania jaliscensis är en törelväxtart som beskrevs av Mcvaugh. Sebastiania jaliscensis ingår i släktet Sebastiania och familjen törelväxter. Inga underarter finns listade i Catalogue of Life.